# Massilia brevitalea
Massilia brevitalea es una bacteria gramnegativa del género Massilia. Fue descrita en el año 2008. Su etimología hace referencia a bacilo corto. Es aerobia y móvil por flagelo polar, aunque en algunos casos se han observado dos o tres flagelos laterales. Puede crecer de forma individual o en parejas. Tiene un tamaño de 0,7-1 μm de ancho por 1,5-2 μm de largo. Forma colonias circulares, convexas, opacas y de color entre blanco a amarillo. Catalasa positiva y oxidasa negativa. Temperatura de crecimiento entre 4-30 °C, óptima de 15 °C. Es resistente a bacitracina, cloranfenicol, eritromicina, gentamicina, novobiocina y penicilina. Tiene un contenido de G+C de 65,3%. Se ha aislado de un lisímetro del jardín botánico en la Universidad de Bayreuth, en Alemania.